# Dresdner Bauwerke auf deutschen Briefmarken
Dresdner Bauwerke auf deutschen Briefmarken erschienen vielfach seit den 1930er Jahren. Häufigstes Motiv ist der Zwinger, der bislang 14 Mal auf amtlichen deutschen Briefmarken abgebildet wurde. Die Deutsche Post der Deutschen Demokratischen Republik gab mit 26 Stück die meisten Marken aus, aber auch bei der Deutschen Bundespost und der Deutschen Bundespost Berlin erschienen bereits während der Zeit der innerdeutschen Teilung je zwei Marken mit Motiven des Zwingers. Seit der Wiedervereinigung sind bisher (Stand: 2012) neun verschiedene Marken mit Dresdenmotiven erschienen.

## Legende
- Bild: Eine bearbeitete Abbildung der genannten Marke.
- Bauwerk: Bauwerk(e).
- Motiv: Eine Kurzbeschreibung des Motivs, wenn über die Darstellung des Bauwerks hinausgehend.
- Post: Ausgebende Post.
- Wert:: Der Frankaturwert der einzelnen Marke.
- Ausgabedatum: Das erstmalige Datum des Verkaufs dieser Briefmarke.
- Serie/Anlass/Bemerkungen Zugehörigkeit zu einer Serie beziehungsweise Anlass der Einzelausgaben sowie Bemerkungen.
- Mi.-Nr.: Diese Briefmarke wird im Michel-Katalog unter der entsprechenden Nummer gelistet.

## Briefmarken
| Bild                                           | Bauwerk                                       | Motiv | Post                                    | Wert in Pfennig bzw. Cent | Ausgabedatum       | Serie/Anlass/Bemerkungen | Mi.-Nr.                                    |
| ---------------------------------------------- | --------------------------------------------- | --- | --------------------------------------- | ------------------------- | ------------------ | --- | ------------------------------------------ |
|                                                | Beyer-Bau                                     | | Deutsche Post der DDR                   | 40                        | 1. Juni 1956       | Serie 750 Jahre Dresden | 526                                        |
|                                                | Blaues Wunder                                 | | Deutsche Post AG                        | 100                       | 13. April 2000     | - | 2109                                       |
|                                                | Brühlsche Terrasse                            | Treppe vom Schloßplatz auf die Brühlsche Terrasse mit zwei der Vier Tageszeiten                                                                                               | Deutsche Post AG                        | 220                       | 14. August 1997    | Dauermarkenserie Sehenswürdigkeiten | 1937                                       |
|                                                | Deutsches Hygiene-Museum                      | Karl August Lingner, Museum | Deutsche Post der DDR                   | 85                        | 7. April 1987      | Anlass 75 Jahre Deutsches Hygiene-Museum Dresden | 3089                                       |
|                                                | Diverse                                       | Ostseite des Altmarkts mit Kreuzkirch- (rechts) und Rathausturm (Mitte) | Deutsche Post der DDR                   | 10                        | 1. Juni 1956       | Serie 750 Jahre Dresden | 524                                        |
|                                                | Diverse                                       | Blick über die Elbe entlang der Augustusbrücke zum Schloßplatz. Links das Georgentor, in der Mitte der Hausmannsturm des Residenzschlosses, rechts die Katholische Hofkirche. | Deutsche Post der DDR                   | 20                        | 1. Juni 1956       | Serie 750 Jahre Dresden | 525                                        |
|                                                | Diverse                                       | Semperoper, Kulturpalast, Rundkino, Fernsehturm, Reiterstandbild König Johanns, Prager Zeile, Rathausturm, Landhaus, Gemäldegalerie, Kronentor des Zwingers                   | Deutsche Post der DDR                   | 100                       | 7. August 1979     | Anlass Nationale Briefmarkenausstellung der DDR 1979 | 2443 Block 55                              |
|                                                | Diverse                                       | Semperoper, Kulturpalast, Fernsehturm, Kronentor des Zwingers, Katholische Hofkirche                                                                                          | Deutsche Post der DDR                   | 30                        | 2. Oktober 1990    | Anlass Kongreß der Internationalen Astronautischen Föderation (IAF), Dresden                                                                                          | 3360                                       |
| externe Abbildung bitte Urheberrechte beachten | Diverse                                       | Brühlsche Terrasse, Sekundogenitur, Hausmannsturm, Hofkirche, Semperoper | Deutsche Post AG                        | 220                       | 9. Juni 2011       | Anlass 175 Jahre Sächsische Dampfschiffahrt | 2871                                       |
| externe Abbildung bitte Urheberrechte beachten | Diverse                                       | Brühlsche Terrasse, Frauenkirche, Schloss, Hofkirche, Semperoper | Deutsche Post AG                        | 2 × 45                    | 3. April 2014      | Serie Deutschlands schönste Panoramen: Dresden Elbpanorama | 3068-69 nassklebend, 3073-74 selbstklebend |
|                                                | Dresden Leipziger Bahnhof                     | | Deutsche Post der DDR                   | 50                        | 4. April 1989      | Anlass 150. Jahrestag der Inbetriebnahme der ersten deutschen Ferneisenbahn Leipzig–Dresden                                                                           | 3240                                       |
|                                                | Fernseh- und UKW-Turm Dresden                 | Fernseh- und UKW-Turm Dresden, Richtfunkleitstelle im Fernseh- und UKW-Turm Berlin                                                                                            | Deutsche Post der DDR                   | 20                        | 25. April 1978     | Anlass Weltfernmeldetag | 2317                                       |
|                                                | Frauenkirche                                  | | Deutsche Post AG                        | 55                        | 13. Oktober 2005   | Anlass Weihe der Dresdner Frauenkirche | 2491                                       |
|                                                | Gänsediebbrunnen                              | | Deutsche Post der DDR                   | 10+5                      | 7. August 1979     | Anlass Nationale Briefmarkenausstellung der DDR 1979, Dresden | 2441                                       |
|                                                | Gohliser Windmühle                            | | Deutsche Post der DDR                   | 25                        | 10. November 1981  | Serie Technische Denkmale (I): Windmühlen Anmerkung: Gohlis gehört heute zum Gebietsstand Dresden; dies war zum Ausgabezeitpunkt jedoch noch nicht der Fall.          | 2659                                       |
|                                                | Hauptpostamt Dresden 6                        | | Deutsche Post der DDR                   | 50                        | 9. Februar 1982    | Serie Bauten der Deutschen Post | 2676                                       |
|                                                | Hochschule für Verkehrswesen „Friedrich List“ | Hochschule, Lehrveranstaltung | Deutsche Post der DDR                   | 25                        | 10. Februar 1981   | Serie Bildungseinrichtungen der Deutschen Post | 2587                                       |
|                                                | Katholische Hofkirche                         | | Deutsche Post AG                        | 110                       | 13. Juni 2001      | Anlass 250 Jahre Katholische Hofkirche zu Dresden | 2196                                       |
|                                                | Kulturpalast                                  | Kulturpalast und Wilsdruffer Straße vom Altmarkt aus gesehen | Deutsche Post der DDR                   | 10                        | 23. September 1969 | Serie 20 Jahre DDR (I) | 1503                                       |
|                                                | Kulturpalast                                  | Kulturpalast, Getreideähre | Deutsche Post der DDR                   | 25                        | 19. Mai 1970       | Anlass Getreide- und Brotkongress, Dresden; Ausgabe auf Dreierstreifen mit Mi.-Nr. 1575                                                                               | 1576                                       |
|                                                | Kulturpalast                                  | Kulturpalast, Lesende Arbeiterin und Arbeiter | Deutsche Post der DDR                   | 35                        | 24. Mai 1972       | Kongreß des Freien Deutschen Gewerkschaftsbundes (FDGB), Berlin Die Marke wurde mit Mi.-Nr. 1761 als Zusammendruck mit einem dazwischenliegenden Zierfeld ausgegeben. | 1762                                       |
|                                                | Neues Rathaus                                 | | Post in der Sowjetischen Besatzungszone | 12+88                     | 6. Februar 1946    | Serie Wiederaufbau der Stadt Dresden | 65                                         |
|                                                | Pusteblumenbrunnen                            | | Deutsche Post der DDR                   | 20                        | 7. August 1979     | Anlass Nationale Briefmarkenausstellung der DDR 1979, Dresden | 2442                                       |
| externe Abbildung bitte Urheberrechte beachten | Sächsischer Landtag                           | | Deutsche Post AG                        | 110                       | 8. März 2001       | Serie Landesparlamente in Deutschland | 2172                                       |
|                                                | Semperoper                                    | Semperoper 1985 und nach den Luftangriffen auf Dresden | Deutsche Post der DDR                   | 85                        | 12. Februar 1985   | Anlass Wiedereröffnung der Semperoper | 2928 Block 080                             |
|                                                | Semperoper                                    | | Deutsche Post der DDR                   | 70                        | 2. Juli 1990       | Dauermarkenserie Bauwerke und Denkmäler | 3384                                       |
|                                                | Semperoper                                    | | Deutsche Bundespost                     | 400                       | 12. September 1991 | Serie Sehenswürdigkeiten | 1562                                       |
|                                                | Semperoper                                    | | Deutsche Post AG                        | 55                        | 13. November 2003  | Anlass: 200. Geburtstag von Gottfried Semper | 2371                                       |
|                                                | Stallhof                                      | Langer Gang im Stallhof | Deutsche Post der DDR                   | 85                        | 24. April 1984     | Serie Generalversammlung der Internationalen Gesellschaft für Denkmalpflege                                                                                           | 2872                                       |
|                                                | Widerstandskämpfer (Plastik)                  | Figurengruppe von Arnd Wittig im Innenhof des Georg-Schumann-Baus | Deutsche Post der DDR                   | 35                        | 18. September 1984 | Serie Internationale Mahn- und Gedenkstätten | 2897                                       |
|                                                | Zwinger                                       | Wallpavillon des Zwingers | Deutsche Reichspost                     | 8                         | 1. November 1931   | Serie Wohltätigkeitsausgabe für die Deutsche Nothilfe | 459                                        |
|                                                | Zwinger                                       | Wallpavillon des Zwingers | Deutsche Reichspost                     | 6+4                       | 12. Februar 1932   | ursprüngliche Ausgabe 1931 aus der Serie Wohltätigkeitsausgabe für die Deutsche Nothilfe, hier mit Aufdruck                                                           | 463                                        |
|                                                | Zwinger                                       | Wallpavillon des Zwingers | Post in der Sowjetischen Besatzungszone | 6+44                      | 6. Februar 1946    | Serie Wiederaufbau der Stadt Dresden | 64                                         |
|                                                | Zwinger                                       | Kronentor des Zwingers | Deutsche Post der DDR                   | 40                        | 14. November 1955  | Dauermarkenserie Fünfjahrplan | 456                                        |
|                                                | Zwinger                                       | Wallpavillon des Zwingers | Deutsche Post der DDR                   | 40                        | 14. November 1955  | Serie Wiederhergestellte historische Bauwerke | 496                                        |
|                                                | Zwinger                                       | Kronentor des Zwingers | Deutsche Post der DDR                   | 15                        | 6. Oktober 1959    | Serie 10. Gründungstag der DDR | 724                                        |
|                                                | Zwinger                                       | Kronentor des Zwingers, Bildhauer | Deutsche Post der DDR                   | 10                        | 6. Oktober 1964    | Serie 15 Jahre DDR. Diese Marke wurde auch unperforiert auf dem größten deutschen Briefmarkenblock ausgegeben.                                                        | 1071 A                                     |
|                                                | Zwinger                                       | Wallpavillon des Zwingers | Deutsche Bundespost                     | 10                        | 12. März 1965      | Dauermarkenserie Deutsche Bauwerke aus zwölf Jahrhunderten | 454                                        |
|                                                | Zwinger                                       | Wallpavillon des Zwingers | Deutsche Bundespost Berlin              | 10                        | 12. März 1965      | Dauermarkenserie Deutsche Bauwerke aus zwölf Jahrhunderten | 242                                        |
|                                                | Zwinger                                       | Wallpavillon des Zwingers | Deutsche Bundespost                     | 10                        | 21. Juni 1967      | Dauermarkenserie Deutsche Bauwerke aus zwölf Jahrhunderten | 490                                        |
|                                                | Zwinger                                       | Wallpavillon des Zwingers | Deutsche Bundespost Berlin              | 10                        | 21. Juni 1967      | Dauermarkenserie Deutsche Bauwerke aus zwölf Jahrhunderten | 272                                        |
|                                                | Zwinger                                       | Wallpavillon des Zwingers | Deutsche Post der DDR                   | 20                        | 15. Januar 1969    | Bedeutende Bauwerke (III) | 1436                                       |
|                                                | Zwinger                                       | Kronentor des Zwingers | Deutsche Post der DDR                   | 60                        | 2. Januar 1974     | Dauermarkenserie Aufbau in der DDR | 1919                                       |
|                                                | Zwinger                                       | | Deutsche Post AG                        | 145                       | 2. Januar 2012     | Anlass 350. Geburtstag Matthäus Daniel Pöppelmann | 2905                                       |